# 差商に対する平均値の定理
解析学における差商に対する平均値の定理（へいきんちのていり、英: mean value theorem）は、平均値の定理を高階導函数に対するものへ一般化する。

## 定理の主張
平均値の定理どの二つも相異なる n + 1 個の点 x0, …, xn を含む定義域上で n 回微分可能な函数 f に対し、内点 {\displaystyle \xi \in (\min\{x_{0},\dots ,x_{n}\},\,\max\{x_{0},\dots ,x_{n}\})} が存在して、その点での f の n-階微分係数が、与えられた点における n-次差商の n!-倍に等しい。式で書けば {\displaystyle f[x_{0},\dots ,x_{n}]={\frac {f^{(n)}(\xi )}{n!}}} が成り立つ。
n = 1 のとき、上記の主張は函数の二点間の値に対する、通常の平均値の定理である。

## 応用
差商に対する平均値定理を用いれば、Stolarsky平均を多変数に一般化することができる。